# August Pagel
August Pagel (* 28. September 1899 in Bremerhaven; † 22. Oktober 1981) war ein deutscher Politiker (SPD) und Mitglied der Bremischen Bürgerschaft.
Der gelernte Kupferschmied war vom 23. Februar 1948 bis 1967 Mitglied der Bremischen Bürgerschaft und in verschiedenen Deputationen der Bürgerschaft tätig.